# Giudice tutelare
Il giudice tutelare, in Italia, è un magistrato istituito presso ogni tribunale, col compito di sovrintendere alle tutele e curatele, esercitando gli altri compiti deferiti dalla legge alla sua competenza.

## Funzioni
Il giudice tutelare, oltre a quanto sopra indicato, esercita funzioni di volontaria giurisdizione, e può formulare pareri su richiesta del tribunale.

### Tutela
Tale istituto viene posto in essere a seguito della comunicazione, fatta da un ufficiale dello stato civile che riceve la dichiarazione di morte di una persona la quale ha lasciato figli in età minore ovvero la dichiarazione di nascita di un figlio di genitori ignoti. Anche un notaio, che procede alla pubblicazione di un testamento contenente la designazione di un tutore o di un protutore deve darne notizia al giudice tutelare entro dieci giorni. Il giudice tutelare dovrà, pertanto, nominare un tutore.

### Amministrazione di sostegno
L'istituto previsto dalla legge 9 gennaio 2004, n. 6, ha la finalità di tutelare, con la minore limitazione possibile della capacità di agire, le persone prive, anche solo parzialmente, della necessaria autonomia nello svolgimento delle normali attività della vita quotidiana. Tale istituto disciplinato dagli artt. 404 e ss. del codice civile, è rivolto alle persone che per effetto di una infermità o di una menomazione psicofisica ovvero solo psichica o ancora solo fisica, non possono, anche solo temporaneamente, provvedere ai propri interessi in modo autonomo ed autosufficiente.
Il legislatore ha affidato al giudice tutelare la competenza a decidere in materia di amministrazione di sostegno.
Il ricorso per l'amministrazione di sostegno può essere proposto anche dallo stesso interessato (anche se minore o interdetto o inabilitato e dalle medesime persone che possono presentare al giudice l'istanza di inabilitazione o interdizione di cui all'articolo 417 del codice civile. Il giudice tutelare, istituito presso ogni tribunale, provvede con decreto motivato immediatamente esecutivo. Tale decreto è reclamabile presso la Corte d'appello (art. 720 bis comma 2 c.p.c.). La Corte di Appello pronuncia anch'essa decreto avverso il quale può essere proposto ricorso per cassazione.

## Riferimenti normativi
Per alcuni diritti soggettivi sui quali è modellata la sua competenza si vedano gli articoli 404 e seguenti del codice civile e gli articoli 712 e seguenti del codice di procedura civile.